# Hugo Weidel
Hugo Weidel (Viena, 13 de novembro de 1849 — 7 de junho de 1899) foi um químico austríaco.
Conhecido pela invenção da reação de Weidel e por descrever a estrutura orgânica da niacina. Por suas realizações recebeu o Prêmio Lieben de 1880